# Колюбакин, Пётр Михайлович
Пётр Михайлович Колюбакин (1763 — после 1849), российский командир эпохи наполеоновских войн, генерал-майор Русской императорской армии.

## Биография
Родился в 1763 году в Калужской губернии в дворянской семье.
Военную службу начал в 1775 году унтер-офицером лейб-гвардии Преображенского полка. Сражался в Русско-шведской войне (1788—1790). В 1792 году был произведён в прапорщики, в 1798 году был уже полковником, а в 1800 году — генерал-майором; но в том же году, в числе многих других, впал в немилость у императора Павла I и был уволен от службы, однако, уже через 5 дней после воцарения Александра I вновь был принят на службу и назначен шефом Смоленского пехотного полка, с которым принял участие в кампании 1805 года в ходе которой был ранен пулей в голову и контужен; за героизм получил орден Святого Владимира 3-й степени.
В 1806 году полк Колюбакина в составе Молдавской армии участвовал в сражении при Мачине и взатии Браилова, Варны, Шумлы и Рущука, а также в штурме Базарджика; Колюбакин был отмечен орденом Святой Анны 1-й степени.
В Отечественную войну 1812 года в сражении при Салтановке был ранен картечью в правую руку и получил за храбрость золотую шпагу с алмазами. Возглавив 12-ю пехотную дивизию, отличился в сражениях при Малоярославце (вторично был награждён золотой шпагой) и при Красном (алмазные знаки к ордену Святой Анны 1-й степени). Кроме того, он был командором ордена Святого Иоанна Иерусалимского.
В 1813 году в ходе заграничного похода участвовал в блокаде города Данцига; был награждён прусским орденом Красного Орла 2-й степени.
В 1814 году вышел в отставку по болезни.
Умер после 1849 года.